# كازومي إيفانز
كازومي إيفانز هي ممثلة وممثلة صوتية كندية تشارك في عدد من المقطوعات الموسيقية للعروض الكارتونية، بما في ذلك صوت الغناء لشخصية راريتي وشخصية الأميرة لونا في ماي ليتل بوني: فرندشيب إز ماجيك، وشخصية أداجيو دازل في ماي ليتل بوني: إكويستريا غيرلس: رينبو روكس وشخصية مادلين المجنونة (ماد مادلين) في مسلسل الكارتون ذا ديب، وشخصية سكيبر (القائدة) في أفلام باربي.واحد من أكبر أدوارها حتى الآن هو إيريس الشخصية الرائدة في عرض الرسوم المتحركة الفرنسي لولي روك والذي تم إصداره باللغة الإنجليزية بواسطة Netflix في مايو 2016.

## روابط خارجية
- كازومي إيفانز على موقع IMDb (الإنجليزية)
- كازومي إيفانز على موقع ميوزك برينز (الإنجليزية)
- كازومي إيفانز على موقع قاعدة بيانات الفيلم (الإنجليزية)